# Ochrogramma formosulum
Ochrogramma formosulum är en mångfotingart som beskrevs av Gardner och Shelley 1989. Ochrogramma formosulum ingår i släktet Ochrogramma och familjen Caseyidae. Inga underarter finns listade i Catalogue of Life.